# SD Compostela
Sociedad Deportiva Compostela ist ein spanischer Fußballverein aus der galicischen Stadt Santiago de Compostela. Derzeit spielt der Klub, der zwischen 1994 und 1998 an der Primera División teilnahm, in der Tercera División, der vierten Spielklasse des spanischen Fußballs.

## Geschichte
Die Vorläufer des Clubs gehen bis ins Jahr 1928 zurück, als ein Verein mit dem Namen SD Compostela gegründet wurde.
Geprägt ist die Geschichte des 1962 gegründeten SD Compostela von einem sehr zügigen Aufstieg und einem ebenso schnellen Fall. Den größten Teil der frühen Jahre verbrachte der Klub im regionalen Fußball. Erst 1991 gelang der Aufstieg in die Segunda División. Bereits drei Jahre später berechtigte ein Playoff-Sieg in der Relegation gegen Rayo Vallecano zur Teilnahme an der Primera División. Zwischen 1994 und 1998 verblieb SD Compostela in der höchsten spanischen Spielklasse und überraschte durch eine attraktive Spielweise. Die beste Saison hatte der Klub 1995/96, als man unter Trainer Fernando Vázquez die Hinrunde auf dem zweiten Rang abschloss und letzten Endes Platz zehn belegte. 1998 folgte nach einer Playoff-Niederlage in der Relegation gegen den FC Villarreal der Abstieg in die Segunda División. Fortan verschuldete sich der von Präsident José María Caneda geführte Verein beim Versuch des raschen Wiederaufstieges und wurde 2003 sowie 2004 aufgrund von Zahlungsunfähigkeit vom Verband zwangsrelegiert. Innerhalb von nur sechs Jahren stürzte der Klub so von der ersten in die fünfte Spielklasse Spaniens ab. In der Saison 2007/08 erfolgte der Aufstieg in die Tercera División, wo man in der Gruppe 1 den ersten Platz belegte. In den Playoff-Spielen blieb man gegen Atlético Monzón siegreich und schaffte nach nur einer Saison in der vierten Liga den Aufstieg in die Segunda División B. Seit der Saison 2010/11 spielt der Verein unter dem Namen „S.D. Campus Stellae“ in der Preferente Autonómica (5. Liga Spanien). Am Ende der Saison 2011/12 stieg der Verein als galicischer Meister in die vierte Liga auf, der Tercera División. 2013 wurde die nächste Hürde genommen und man stieg in die Segunda B auf. Seit dem Abstieg in der Saison 2015/16 spielt SD Compostela in der Tercera División.
Nach der Neuordnung der unteren spanischen Fußballligen 2021/22 spielt SD Compostela in der viertklassigen Segunda Federación. Zum Ende der Saison 2022/23 wurde der Aufstieg in die nächsthöhere Liga in der ersten Runde der Relegationsspiele verpasst.

## Fans
Zurzeit existieren in Santiago de Compostela zwei Ultrà-ähnliche Gruppierungen, die den Verein bei Spielen unterstützen. Die Gruppe Fende Testas geht hierbei bis auf das Jahr 1995 zurück. Die Fans des Vereins pflegen eine Freundschaft zu den Ultras von Celta Vigo. Lokale Rivalitäten bestehen zu den Fans von Racing de Ferrol und Deportivo La Coruña.

## Bekannte ehemalige Spieler
- Vladimir Gudelj
- William Amaral de Andrade
- Adriano Teixeira
- Ljuboslaw Penew
- Bent Christensen Arensøe
- Stephane Pignol
- Kostas Salapasidis
- Said Chiba
- Juan Viedma
- Peter Hoekstra
- Christopher Ohen
- Daniel Baston
- Dmitri Radtschenko
- Maikel
- Gonzalo García García
- Changui
- Pinillos

## Bekannte ehemalige Trainer
- Andoni Goikoetxea
- Fernando Vázquez